# Paul Giesler
Paul Giesler (Siegen, 15 juni 1895 – Bischofswiesen, 8 mei 1945) was van 1941 tot 1943 gouwleider van de NSDAP in Westfalen-Süd en vanaf 1942 tevens van München-Oberbayern. Van 1942 tot 1945 was hij minister-president van Beieren. 
Tijdens de eindfase van de oorlog gaf Giesler de opdracht tot het executeren van 16 burgers en een ongeboren kind, in het Bloedbad van Penzberg.
In het op 29 april 1945 getekende testament van Adolf Hitler werd hij benoemd tot rijksminister van Binnenlandse Zaken, als opvolger van Heinrich Himmler. Op dezelfde dag vluchtte Giesler echter met zijn familie uit München vanwege de oprukkende geallieerden, waarna hij samen met zijn vrouw een eerste zelfmoordpoging deed met slaappillen, die echter mislukte. Enkele dagen later heeft hij waarschijnlijk zijn vrouw bij Hintersee omgebracht en opnieuw geprobeerd zelfmoord te plegen door zichzelf door het hoofd te schieten, waarna hij nog enkele dagen heeft geleefd. Hij werd verpleegd in een veldhospitaal in Bischofswiesen. Hij werd begraven op het Alten Friedhof van Berchtesgaden, sectie: O, rij 3-graf 12 (grafsteen verwijderd).

## Carrière
Giesler bekleedde verschillende rangen in zowel de Pruisische leger als Sturmabteilung. De volgende tabel laat zien dat de bevorderingen niet synchroon liepen.
| Datums                                        | Pruisische leger          | NSDAP                                 | Sturmabteilung       | Heer                  | Staat                         |
| --------------------------------------------- | ------------------------- | ------------------------------------- | -------------------- | --------------------- | ----------------------------- |
| Augustus 1914                                 | Kriegsfreiwilliger        | —                                     | —                    | —                     | —                             |
| 1915                                          | Vizefeldwebel der Reserve | —                                     | —                    | —                     | —                             |
| 18 december 1915                              | Leutnant der Reserve      | —                                     | —                    | —                     | —                             |
| 1929                                          | —                         | Ortsgruppenleiter der NSDAP           | —                    | —                     | —                             |
| 15 september 1931                             | —                         | —                                     | SA-Sturmbannführer   | —                     | —                             |
| 9 september 1932 (met ingang van 1 juli 1932) | —                         | —                                     | SA-Standartenführer  | —                     | —                             |
| 15 november 1933                              | —                         | —                                     | SA-Oberführer        | —                     | —                             |
| 20 april 1934                                 | —                         | —                                     | SA-Brigadeführer     | —                     | —                             |
| 9 november 1937                               | —                         | —                                     | SA-Gruppenführer     | —                     | —                             |
| 1940                                          | —                         | —                                     | —                    | Hauptmann der Reserve | —                             |
| Augustus 1941                                 | —                         | Stellvertretender Gauleiter der NSDAP | —                    | —                     | —                             |
| September 1941                                | —                         | Hauptdienstleiter                     | —                    | —                     | —                             |
| 9 november 1941                               | —                         | Gauleiter der NSDAP (m.d.W.d.G.b.)    | —                    | —                     | —                             |
| 23 juni 1942                                  | —                         | —                                     | —                    | —                     | Staatsminister (m.d.W.d.G.b.) |
| 30 januari 1943                               | —                         | —                                     | SA-Obergruppenführer | —                     | —                             |
| 22 april 1944                                 | —                         | —                                     | —                    | —                     | Staatsminister                |
| 22 april 1944                                 | —                         | Gauleiter der NSDAP                   | —                    | —                     | —                             |

- mit der Wahrnehmung der Geschäfte beauftragt (m.d.W.d.G.b.) - vrije vertaling: met de waarneming van de functie belast

## Lidmaatschapsnummer
- NSDAP-nr.: 72 741 (lid geworden 1922[1]), (herintreding NSDAP 1 januari 1928[5][11])

## Onderscheidingen
Selectie:
- Gouden Ereteken van de NSDAP[9] in 1934[4]
- IJzeren Kruis 1914, 1e Klasse[4] en 2e Klasse[4]
- Herhalingsgesp bij IJzeren Kruis 1939 in oktober 1939[14]
- Insigne van de SA bijeenkomst bij Brunswijk 1931[4]